# Back to Black
Back to Black ist das zweite Studioalbum der britischen Sängerin Amy Winehouse. Es erschien am 27. Oktober 2006 bei Island Records.
Das Album wurde im Februar 2008 bei den Grammy Awards vierfach ausgezeichnet, Winehouse gewann zudem als Beste neue Künstlerin. Es ist mit über 20 Millionen verkauften Exemplaren unter den weltweit meistverkauften Musikalben.

## Hintergrund
Nach dem besonders in England erfolgreichen Debütalbum Frank aus dem Jahr 2003, auf dem noch verstärkt Pop-Rhythmen zu finden sind, konzentriert sich Back to Black eher auf Soul und R&B, etwa in den Songs Back to Black und You Know I’m No Good, jedoch sind auch Ska- und Reggaeeinflüsse zu finden, u. a. in Rehab und Tears Dry on Their Own. Da nicht sehr viel Promotion für Back to Black stattfand, wurde das Album als Überraschungserfolg gewertet.
Es existieren verschiedene Versionen des Albums; neben der regulären Version für Europa eine um einen Track erweiterte Version für Großbritannien und die USA. Das Album hat in Japan 16 Songs. Im deutschen Sprachraum erschien auch eine Limited Edition mit 15 Stücken sowie eine Deluxe Edition mit insgesamt 18 Tracks auf 2 CDs.

## Singleauskopplungen

### Rehab
Die Single erschien im Oktober 2006 in Großbritannien und im März 2007 in den USA als erste Single aus dem Album Back to Black. Rehab bezieht sich auf Winehouse‘ Weigerung, sich einer Entziehungskur zu unterziehen. Der Song war der größte Erfolg des Albums und brachte Winehouse international den Durchbruch. Obwohl er nur in Norwegen und Ungarn Platz eins und in Großbritannien und den USA die Top 10 (Platz 7 und Platz 9) erreichte, hielt sich Rehab lange in einigen Hitparaden und war alleine in ihrer Heimat insgesamt länger als ein Jahr in den Top 75. Die Single gewann bei den Grammy Awards 2008 in den Kategorien Single des Jahres, Song des Jahres sowie Beste weibliche Gesangsdarbietung.

### You Know I’m No Good
Die Single erschien am 8. Januar 2007 in Großbritannien. Sie stieg sofort in die Charts ein und erreichte Platz 18. Das Video zu You Know I’m No Good wurde wieder von Phil Griffin gedreht. Am 3. März fand die Videopremiere auf VH1 statt. Für die USA wurde für die Auskopplung noch eine zweite Version mit Ghostface Killah produziert. In der Rangliste The Best Songs of 2007 der Zeitschrift Entertainment Weekly erreichte You Know I’m No Good Platz 2.

### Back to Black
Back to Black ist die dritte Auskoppelung aus dem Album. Sie wurde am 30. April 2007 veröffentlicht. Das Video zur Single wurde in London nahe den Gibson Gardens gedreht. Die Videopremiere fand am 24. März statt. Am 1. November 2007 sang Winehouse das Lied live während der MTV Europe Music Awards. Ihr angeschlagener Gesundheitszustand rief danach ein großes Medienecho hervor.

### Chartplatzierungen
| Jahr | Titel                  | Höchstplatzierung, Gesamtwochen, AuszeichnungChartplatzierungen (Jahr, Titel, , Platzierungen, Wochen, Auszeichnungen, Anmerkungen) | Höchstplatzierung, Gesamtwochen, AuszeichnungChartplatzierungen (Jahr, Titel, , Platzierungen, Wochen, Auszeichnungen, Anmerkungen) | Höchstplatzierung, Gesamtwochen, AuszeichnungChartplatzierungen (Jahr, Titel, , Platzierungen, Wochen, Auszeichnungen, Anmerkungen) | Höchstplatzierung, Gesamtwochen, AuszeichnungChartplatzierungen (Jahr, Titel, , Platzierungen, Wochen, Auszeichnungen, Anmerkungen) | Höchstplatzierung, Gesamtwochen, AuszeichnungChartplatzierungen (Jahr, Titel, , Platzierungen, Wochen, Auszeichnungen, Anmerkungen) | Anmerkungen                                                                          |
| Jahr | Titel                  | DE | AT | CH | UK | US | Anmerkungen                                                                          |
| ---- | ---------------------- | --- | --- | --- | --- | --- | ------------------------------------------------------------------------------------ |
| 2006 | Rehab                  | DE23 Platin · (43 Wo.)DE | AT19 (64 Wo.)AT | CH11 Platin · (88 Wo.)CH | UK7 ×2Doppelplatin · (76 Wo.)UK | US9 Platin · (20 Wo.)US | Erstveröffentlichung: 23. Oktober 2006 Verkäufe: + 3.507.500                         |
| 2007 | You Know I’m No Good   | DE71 Gold · (10 Wo.)DE | AT50 (5 Wo.)AT | CH7 Platin · (63 Wo.)CH | UK18 Platin · (25 Wo.)UK | US77* (13 Wo.)US | Erstveröffentlichung: 5. Januar 2007 Verkäufe: + 1.601.500; * feat. Ghostface Killah |
| 2007 | Back to Black          | DE8 ×3Dreifachgold · (30 Wo.)DE | AT3 (47 Wo.)AT | CH8 Platin · (54 Wo.)CH | UK8 ×2Doppelplatin · (57 Wo.)UK | US— PlatinUS | Erstveröffentlichung: 26. April 2007 Verkäufe: + 3.260.000                           |
| 2007 | Tears Dry on Their Own | DE56 (16 Wo.)DE | — | — | UK16 ×2Doppelplatin · (29 Wo.)UK | — | Erstveröffentlichung: 23. Juli 2007 Verkäufe: + 1.525.000                            |
| 2007 | Love Is a Losing Game  | — | — | — | UK33 Platin · (7 Wo.)UK | — | Erstveröffentlichung: 19. November 2007 Verkäufe: + 765.000                          |
| 2008 | Just Friends           | — | — | — | — | — | Erstveröffentlichung: Juli 2008 Verkäufe: + 60.000                                   |

## Titelliste
Bis auf die gekennzeichneten Ausnahmen stammen alle Songs aus der Feder von Amy Winehouse.
1. Rehab – 3:35
2. You Know I’m No Good – 4:17
3. Me & Mr Jones – 2:33 (Kenny Gamble, Leon Huff)
4. Just Friends – 3:13
5. Back to Black (Winehouse, Mark Ronson) – 4:01
6. Love Is a Losing Game – 2:35
7. Tears Dry on Their Own (Winehouse, Nickolas Ashford, Valerie Simpson) – 3:06
8. Wake Up Alone (Winehouse, Paul O’Duffy) – 3:42
9. Some Unholy War (Winehouse, Richard Poindexter, Robert Poindexter, John Harrison) – 2:22
10. He Can Only Hold Her – 2:46
Bonustracks
11. Addicted – 2:45
Deluxe Edition
1. Valerie (Sean Payne, David McCabe, Abi Harding, Boyan Chowdhury, Russell Pritchard) – 3:52
2. Cupid (Sam Cooke) – 3:08
3. Monkey Man (Frederick Hibbert) – 2:53
4. Some Unholy War – 3:16
5. Hey Little Rich Girl (Rod Byers, Terry Hall) – 3:35
6. You’re Wondering Now (a) – 2:33
7. To Know Him Is to Love Him (Phil Spector) – 2:24
8. Love Is a Losing Game (Demo) – 3:44

## Rezeption

### Kritiken
Back to Black wurde bei Veröffentlichung mehrheitlich positiv rezensiert. In der Retrospektive stieg es im Ansehen der Musikpresse und ist gegenwärtig in zahlreichen Bestenlisten vertreten. Die britische Tageszeitung The Guardian kürte es 2019 sogar zum besten Album des 21. Jahrhunderts.
Der Rolling Stone bewertete es zunächst nur mit 3 von 5 Sternen, wählte es jedoch 2012 auf Platz 451 und 2020 auf Platz 33 der 500 besten Alben aller Zeiten. Das Album belegt zudem Platz 20 der 100 besten Alben der 2000er Jahre.
Der New Musical Express führt Back to Black auf Platz 28 der 500 besten Alben aller Zeiten sowie auf Platz 27 der 100 besten Alben des Jahrzehnts. In der Auswahl der 300 besten Alben aus dem Zeitraum 1985 bis 2014 von Spin erreichte es Platz 111. Die Zeitschrift Uncut wählte es auf Platz 182 der 200 besten Alben aller Zeiten. Back to Black wurde in die 1001 Albums You Must Hear Before You Die aufgenommen. Der Metascore des Albums beträgt 81 von 100 möglichen Punkten.

### Auszeichnungen
- 2007: Ivor Novello Award in der Kategorie Best Contemporary Song für Rehab.
- 2007: Best Contemporary Song in der Kategorie Best British Pop Single of the Year für Rehab.
- 2007: Q Award in der Kategorie Best Album.
- 2007: MTV Europe Music Awards in der Kategorie Album of the Year.
- 2007: Grammys in den Kategorien Record of the Year, Song of the Year und Best Female Pop Vocal Performance für Rehab und Best Pop Vocal Album für Back to Black
- 2008: Ivor Novello Award in der Kategorie Bestes Lied für Love Is a Losing Game
- 2009: Echo in der Kategorie Album des Jahres (national und international)

## Kommerzieller Erfolg

### Chartplatzierungen
| ChartsChartplatzierungen       | Höchstplatzierung | Wochen |
| ------------------------------ | ----------------- | ------ |
| Deutschland (GfK)              | 1 (257 Wo.)       | 257    |
| Österreich (Ö3)                | 1 (224 Wo.)       | 224    |
| Schweiz (IFPI)                 | 1 (280 Wo.)       | 280    |
| Vereinigte Staaten (Billboard) | 2 (177 Wo.)       | 177    |
| Vereinigtes Königreich (OCC)   | 1 (549 Wo.)       | 549    |

| ChartsJahrescharts (2006)    | Platzierung |
| ---------------------------- | ----------- |
| Vereinigtes Königreich (OCC) | 69          |

| ChartsJahrescharts (2007)      | Platzierung |
| ------------------------------ | ----------- |
| Deutschland (GfK)              | 17          |
| Österreich (Ö3)                | 30          |
| Schweiz (IFPI)                 | 3           |
| Vereinigte Staaten (Billboard) | 24          |
| Vereinigtes Königreich (OCC)   | 1           |

| ChartsJahrescharts (2008)      | Platzierung |
| ------------------------------ | ----------- |
| Deutschland (GfK)              | 1           |
| Österreich (Ö3)                | 1           |
| Schweiz (IFPI)                 | 1           |
| Vereinigte Staaten (Billboard) | 43          |
| Vereinigtes Königreich (OCC)   | 57          |

| ChartsJahrescharts (2011)      | Platzierung |
| ------------------------------ | ----------- |
| Deutschland (GfK)              | 35          |
| Österreich (Ö3)                | 29          |
| Schweiz (IFPI)                 | 41          |
| Vereinigte Staaten (Billboard) | 169         |
| Vereinigtes Königreich (OCC)   | 32          |

| ChartsJahrescharts (2015)    | Platzierung |
| ---------------------------- | ----------- |
| Vereinigtes Königreich (OCC) | 62          |

| ChartsJahrescharts (2016)    | Platzierung |
| ---------------------------- | ----------- |
| Vereinigtes Königreich (OCC) | 46          |

| ChartsJahrescharts (2017)    | Platzierung |
| ---------------------------- | ----------- |
| Vereinigtes Königreich (OCC) | 76          |

| ChartsJahrescharts (2018)    | Platzierung |
| ---------------------------- | ----------- |
| Vereinigtes Königreich (OCC) | 80          |

| ChartsJahrescharts (2019)    | Platzierung |
| ---------------------------- | ----------- |
| Vereinigtes Königreich (OCC) | 96          |

| ChartsJahrescharts (2020)    | Platzierung |
| ---------------------------- | ----------- |
| Vereinigtes Königreich (OCC) | 66          |

| ChartsJahrescharts (2021)    | Platzierung |
| ---------------------------- | ----------- |
| Vereinigtes Königreich (OCC) | 54          |

| ChartsJahrescharts (2022)    | Platzierung |
| ---------------------------- | ----------- |
| Vereinigtes Königreich (OCC) | 86          |

| ChartsJahrescharts (2024)    | Platzierung |
| ---------------------------- | ----------- |
| Deutschland (GfK)            | 83          |
| Vereinigtes Königreich (OCC) | 47          |

| ChartsChartplatzierungen     | Höchstplatzierung | Wochen |
| ---------------------------- | ----------------- | ------ |
| Vereinigtes Königreich (OCC) | 1 (55 Wo.)        | 55     |

| ChartsJahrescharts (2007)    | Platzierung |
| ---------------------------- | ----------- |
| Vereinigtes Königreich (OCC) | 57          |

| ChartsJahrescharts (2008)    | Platzierung |
| ---------------------------- | ----------- |
| Vereinigtes Königreich (OCC) | 14          |

### Auszeichnungen für Musikverkäufe
Das Album erhielt in 26 verschiedenen Ländern insgesamt drei Gold- 96 Platin-, sowie eine diamantene Auszeichnung für 12,2 Millionen Verköufe. Laut Quellenangaben verkaufte es sich mehr als 20 Millionen Mal.
| Land/Region                  | Auszeichnungen für Musikverkäufe (Land/Region, Auszeichnung, Verkäufe) | Verkäufe    |
| ---------------------------- | ---------------------------------------------------------------------- | ----------- |
| Argentinien (CAPIF)          | Gold                                                                   | 20.000      |
| Australien (ARIA)            | 6× Platin                                                              | 420.000     |
| Belgien (BRMA)               | 3× Platin                                                              | 150.000     |
| Brasilien (PMB)              | Diamant                                                                | 250.000     |
| Dänemark (IFPI)              | 8× Platin                                                              | 160.000     |
| Deutschland (BVMI)           | 6× Platin                                                              | 1.200.000   |
| Europa (IFPI)                | 8× Platin                                                              | (8.000.000) |
| Finnland (IFPI)              | Platin                                                                 | 33.884      |
| Frankreich (SNEP)            | 2× Platin                                                              | 400.000     |
| Griechenland (IFPI)          | Platin                                                                 | 15.000      |
| Italien (FIMI)               | 4× Platin                                                              | 200.000     |
| Japan (RIAJ)                 | Gold                                                                   | 100.000     |
| Kanada (MC)                  | Platin                                                                 | 100.000     |
| Neuseeland (RMNZ)            | 6× Platin                                                              | 90.000      |
| Niederlande (NVPI)           | 2× Platin                                                              | 120.000     |
| Norwegen (IFPI)              | Platin                                                                 | 30.000      |
| Österreich (IFPI)            | 7× Platin                                                              | 210.000     |
| Polen (ZPAV)                 | 2× Platin                                                              | 40.000      |
| Portugal (AFP)               | 2× Platin                                                              | 40.000      |
| Russland (NFPF)              | 2× Platin                                                              | 40.000      |
| Schweden (IFPI)              | Platin                                                                 | 40.000      |
| Schweiz (IFPI)               | 7× Platin                                                              | 210.000     |
| Spanien (Promusicae)         | 7× Platin                                                              | 560.000     |
| Türkei (Mü-YAP)              | Gold                                                                   | 5.000       |
| Ungarn (MAHASZ)              | Platin                                                                 | 6.000       |
| Vereinigte Staaten (RIAA)    | 2× Platin                                                              | 3.000.000   |
| Vereinigtes Königreich (BPI) | 15× Platin · + 2× Platin (Deluxe-Box)                                  | 5.100.000   |
| Insgesamt                    | 3× Gold · 97× Platin · 1× Diamant ·                                    | 12.539.884  |

Hauptartikel: Amy Winehouse/Auszeichnungen für Musikverkäufe